# Poma de Girona
Poma de Girona és una indicació geogràfica protegida (IGP) per a les pomes produïdes als termes municipals de les comarques catalanes de la Selva, el Baix Empordà i l'Alt Empordà, el Gironès i el Pla de l'Estany. Va ser creada el 26 de juliol de 1983, i està inscrita al Registre europeu d'indicacions geogràfiques protegides des de 2003.

## Zona de producció
És constituïda pers tots els termes municipals de les comarques catalanes de la Selva, el Baix Empordà i l'Alt Empordà, el Gironès i el Pla de l'Estany. Les condicions edafoclimàtiques específiques d'aquesta zona confereixen a les pomes les seves característiques diferencials.

## Característiques i varietats
Les varietats de pomes que poden dur aquesta Indicació Geogràfica Protegida són les dels grups Golden, Red Delicious, Gala i Granny Smith. Les pomes emparades sota aquesta IGP han estat conreades d'acord amb les normes de producció integrada per a pomes, amb mètodes que respecten la salut humana i el medi ambient, i es recullen quan l'estat de maduresa del fruit és l'adequat amb la major cura i rapidesa possible.
La producció de pomes amb IGP Poma de Girona l'any 2012 va ser de 46.852 tones.

## Comercialització
Es comercialitzen en les categories extra i primera envasades en caixes o safates. A l'etiqueta dels envasos figurarà, a més de les mencions que exigeix la legislació vigent, el nom «Poma de Girona. Indicació Geogràfica Protegida» i el logotip propi de la indicació geogràfica i el símbol comunitari. Als establiments de venda al detall, el distintiu propi de la indicació geogràfica ha de situar-se en un lloc visible.
| Any  | Producció (tn) |
| ---- | -------------- |
| 2008 | 40.000         |
| 2009 | 45.000         |
| 2010 | 53.100         |
| 2011 | 51.000         |
| 2012 | 46.852         |
| 2013 | 30.789         |

## Regulació
El Consell Regulador garanteix que els productes emparats per la IGP compleixen els requisits establerts en el reglament. L'entitat de certificació LGAI Technological Center SA en realitza el control i la certificació.